# L'isola del sole
L'isola del sole (The Pagan) è un film del 1929 diretto da W. S. Van Dyke, con Ramón Novarro, Dorothy Janis e Renée Adorée. Il film, che narra del contrastato amore tra una ragazza cristiana ed un giovane pagano, è stato in gran parte girato nelle isole dei Tropici.

## Trama
Slater, un mercante occidentale, sbarca nell'isola di Paumutou per acquistarvi una partita di copra. Riesce ad ingannare l'indigeno George Bleith, proprietario di vastissime piantagioni di cocco, ed farsi cedere tutto il raccolto ad un prezzo irrisorio. A bordo della nave di Slater viaggia anche Cleo, bellissima meticcia da cui l'uomo è attratto, anche se maschera i suoi desideri per affetto paterno. Il destino fa incontrare George e Cleo, a tra loro nasce una grande passione.
Ma Slater, geloso, fa in modo di guadagnarsi la fiducia di George per poterlo poi rovinare facendogli avviare delle attività economiche fallimentari che lo ridurranno alla rovina, con la perdita delle piantagioni e della casa, che sarà proprio Slater ad acquistare.  A nulla valgono le preghiere di Renée, innamorata di George, perché egli si avveda di quanto tramato dal losco individuo.

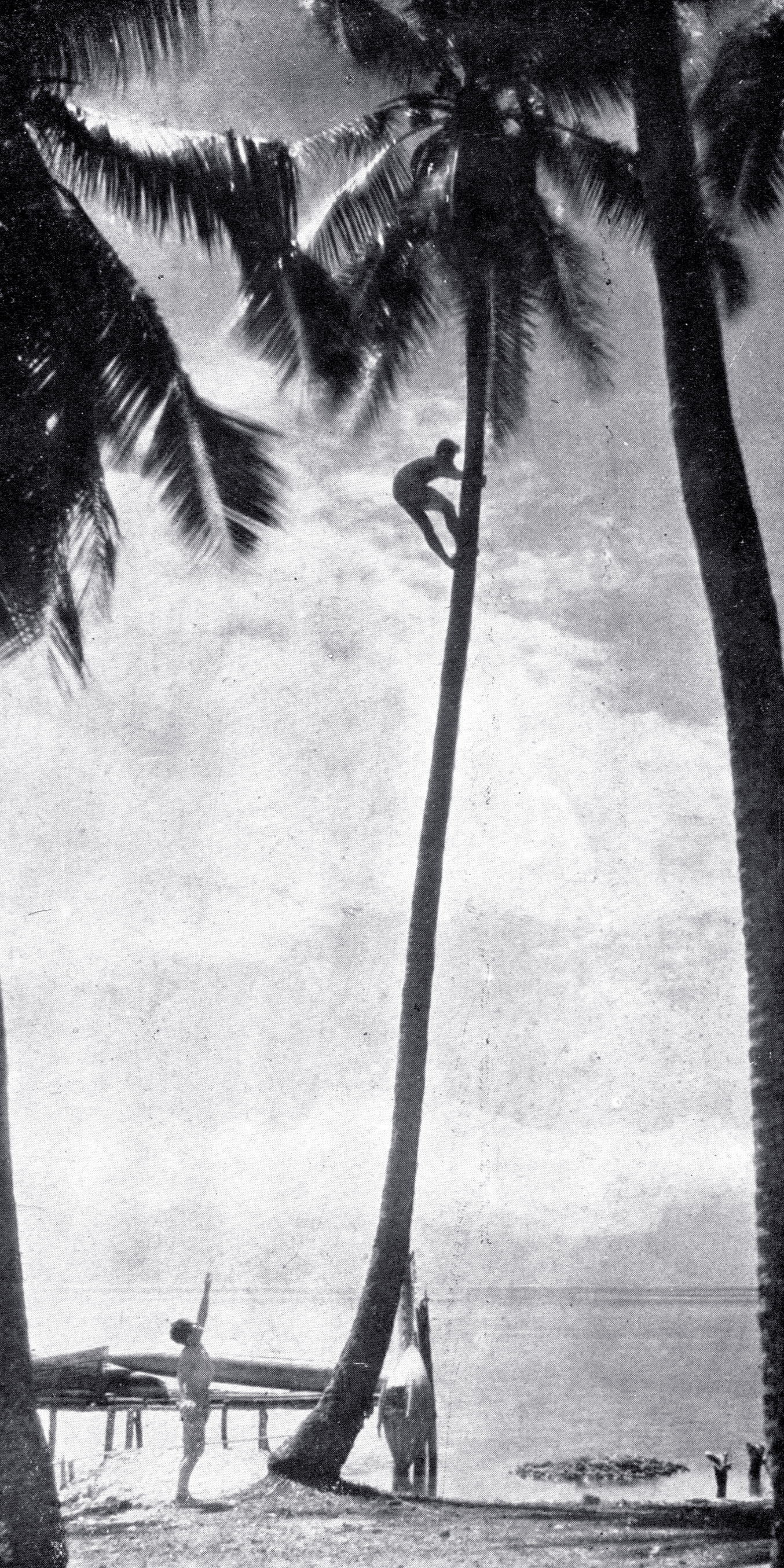
Una scena "esotica" del film

Slater tenta di sposare Cleo, ma la cerimonia viene interrotta da George che, aiutato da Renée, riesce a rapirla. I due si rifugiano in una capanna dove Slater, corrompendo un indigeno, li ritrova. Riporta quindi Cleo sulla nave e la tiene prigioniera in attesa del matrimonio. Ma George, ancora una volta,  riesce ad arrivare a lei e i due giovani adesso tentano la fuga per raggiungere l'isola. Slater li insegue: tra i due uomini inizia una colluttazione ed il mercante cade in mare dove viene divorato dagli squali. Finalmente liberi, George e Clio potranno vivere felici insieme.

## Accoglienza
Il film riscosse un enorme successo (fu uno dei film di maggiore incasso del 1929). Piuttosto sexy – per l'epoca – le scene d'amore tra i due protagonisti. La Janis ottenne ottime recensioni per la sua interpretazione.

## Pagan Love Song
Pagan Love Song è la canzone cantata da Novarro più volte durante il film: quella ed altre canzoni (seppure talvolta fuori sincrono), oltre a qualche rumore di scena, sono le uniche parti sonore della pellicola. il pubblico poté ascoltare per la prima volta la voce di Novarro, da anni star di prima grandezza. Pagan Love Song riscosse un enorme e duraturo successo, tanto da essere cantata da innumerevoli artisti fino agli anni settanta e da dare il titolo ad un film del 1950 con Esther Williams (Canzone pagana).